# Dubeč (tvrz)
Tvrz v Dubči je zaniklé renesanční šlechtické sídlo nacházející se na území městské části Praha-Dubeč. 
První tvrz v Dubči vznikla ve 14. století a stala se rezidencí vladyckého rodu Dubečských z Dubče. Na počátku 15. století založili Dubečtí z Dubče v těsném sousedství původního sídla mladší gotickou tvrz. V katastrálním území obce se ve středověku nacházely také tvrze v místní části Dubečku a na území zaniklé středověké vsi Litožnice. Zatímco tvrze v Dubečku a Litožnici zpustly a zanikly během středověku, byla mladší středověká tvrz v Dubči přestavěna během 16. století v renesančním slohu a stala se sídlem rytířského rodu Zápských ze Záp a centrem dubečského panství.
Dubečská tvrz se zapsala do historie nejvíce na počátku 17. století. Roku 1608 se na tvrzi v Dubči vyjednávalo mezi zplnomocněnci císaře Rudolfa II. a jeho bratra arcivévody Matyáše Habsburského. Jednání v Dubči vyústila v červnu 1608 v podepsání míru na zámku v Libni, čímž došlo k rozdělení podunajské monarchie mezi oba bratry. Během českého stavovského povstání byla tvrz sídlem rytíře Adama mladšího Zápského ze Záp, který skončil v roce 1626 na popravišti za vraždu císařského rady Jana Daniela Kapra z Kaprštejna.
Po připojení Dubče k panství Uhříněves v roce 1623 ztratila dubečská tvrz rezidenční charakter a během 17. století postupně zpustla a zanikla. Zbytky renesanční tvrze se nacházejí na východním okraji obce proti domu s pečovatelskou službou při bývalém poplužním dvoře jihozápadně od památkově chráněné barokní sýpky. Vzhledem k minimální zachovalosti tvrziště se vedou o vzhledu renesanční tvrze a jejích středověkých předchůdců mezi odborníky a badateli spory.

## Historie
Ves Dubeč je poprvé uvedena v písemných pramenech za vlády Vratislava II. (1061–1092), kdy se stala kolem roku 1088 majetkem kolegiátní kapituly na Vyšehradě. V 11. století se v Dubči zmiňují dvě popluží se sedláky Nezdou a Martinem. Roku 1313 byl majitelem poplužního dvora v Dubči patricij ze Starého Města pražského Mertlin z Chebu. Od roku 1343 patřila Dubeč staroměstskému rodu Velfloviců, a to jmenovitě Meinlovi Dubcovi, který byl zakladatelem vladyckého rodu Dubečských z Dubče. Meinl Dubec byl stavitelem první dubečské tvrze, jejíž vznik je kladen do poloviny 14. století.

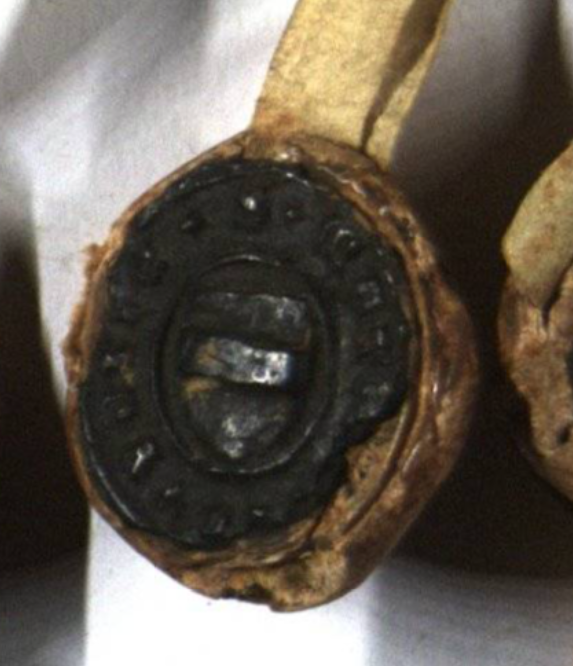
Pečeť Matěje Dubeckého z Dubče z roku 1447

Kolem roku 1400 bylo založeno poblíž původní tvrze nové panské sídlo. Stavitelem mladší gotické tvrze byl vladyka Jan I. Dubecký (1383–1426), který začal užívat šlechtický predikát z Dubče. Sídlem rodu byla Dubeč i poté, co získali Dubečtí z Dubče do vlastnictví Chlumín (1396), Průhonice (1404) a Vinoř (1407). Na dubečské tvrzi sídlili i Janovi synové Jan II. (1426–1437) a Matěj Dubecký (1437–1465). Poslední mužský příslušník rodu Dubečských z Dubče, Jan III. Dubecký (1487–1508) si zvolil za své sídlo Průhonice, kde přestavěl tamní tvrz na hrádek. Z tohoto důvodu se uváděl sezením na Průhonicích. Když však byla Dubeč v roce 1502 povýšena na městečko a stala se centrem vznikajícího dubečského panství, proměnila se dubečská tvrz opět v hlavní rezidenci rodu.
Poprvé je tvrz v Dubči zmíněna v písemných pramenech v roce 1508 v testamentu Jana III. Dubeckého, který odkázal veškerý majetek zeti Zikmundovi Zápskému ze Záp a svojí dceři Žofii Dubecké. Zápští ze Záp sídlili na dubečské tvrzi po celý zbytek 16. století a tuto skutečnost demonstrovali pravidelným užíváním predikátu sezením na Dubči. Ve druhé polovině 16. století došlo k renesanční přestavbě tvrze.
Význam dubečského sídla byl natolik velký, že se přímo na dubečské tvrzi vyjednávalo ve dnech 11. až 15. června 1608 mezi císařem Rudolfem II. a jeho bratrem arcivévodou Matyášem Habsburským během dynastické krize, která vyústila v rozdělení zemí Koruny české a podunajské monarchie mezi oba bratry. V Dubči vyjednávala v červnu 1608 celá řada významných osobností z Čech a Moravy, mezi nimiž nechyběli Karel starší ze Žerotína, Karel I. z Lichtenštejna, Jaroslav Bořita z Martinic, Jáchym Ondřej Šlik nebo Václav Budovec z Budova. O jednání v Dubči se zmiňovali ze současníků Pavel Skála ze Zhoře či Mikuláš Dačický z Heslova.
Posledním majitelem, který na tvrzi v Dubči sídlil, byl rytíř Adam mladší Zápský ze Záp. Jelikož podporoval vzbouřené české stavy penězi, byl v roce 1622 odsouzen pobělohorskou konfiskační komisí ke ztrátě třetiny majetku. Zápského majetek však nakonec propadnul královské komoře celý. Roku 1623 zakoupil dubečské panství kníže Karel I. z Lichtenštejna a připojil jej k Uhříněvsi. Tím přišla dubečská tvrz o rezidenční charakter.
Během třicetileté války (1618–1648) tvrz zpustla a zanikla. Bohuslav Balbín proto uvedl roku 1681 ve svém díle Miscellanea historica regni Bohemiae (Liber III) už jen to, že se v Dubči nachází: „...opuštěný hrad, který stál ještě v minulém století“."

## Stavební podoba

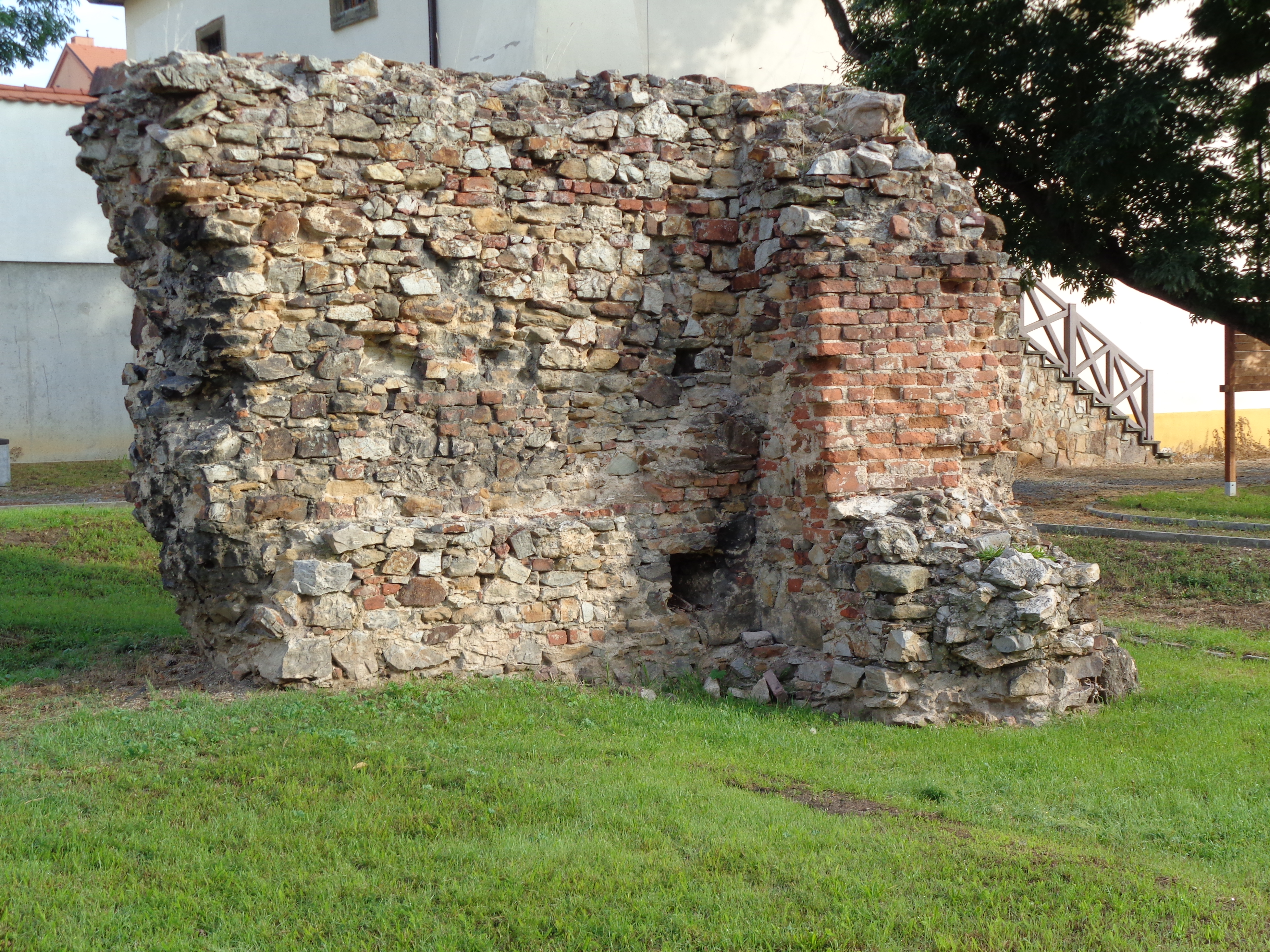
Severovýchodní nároží tvrze

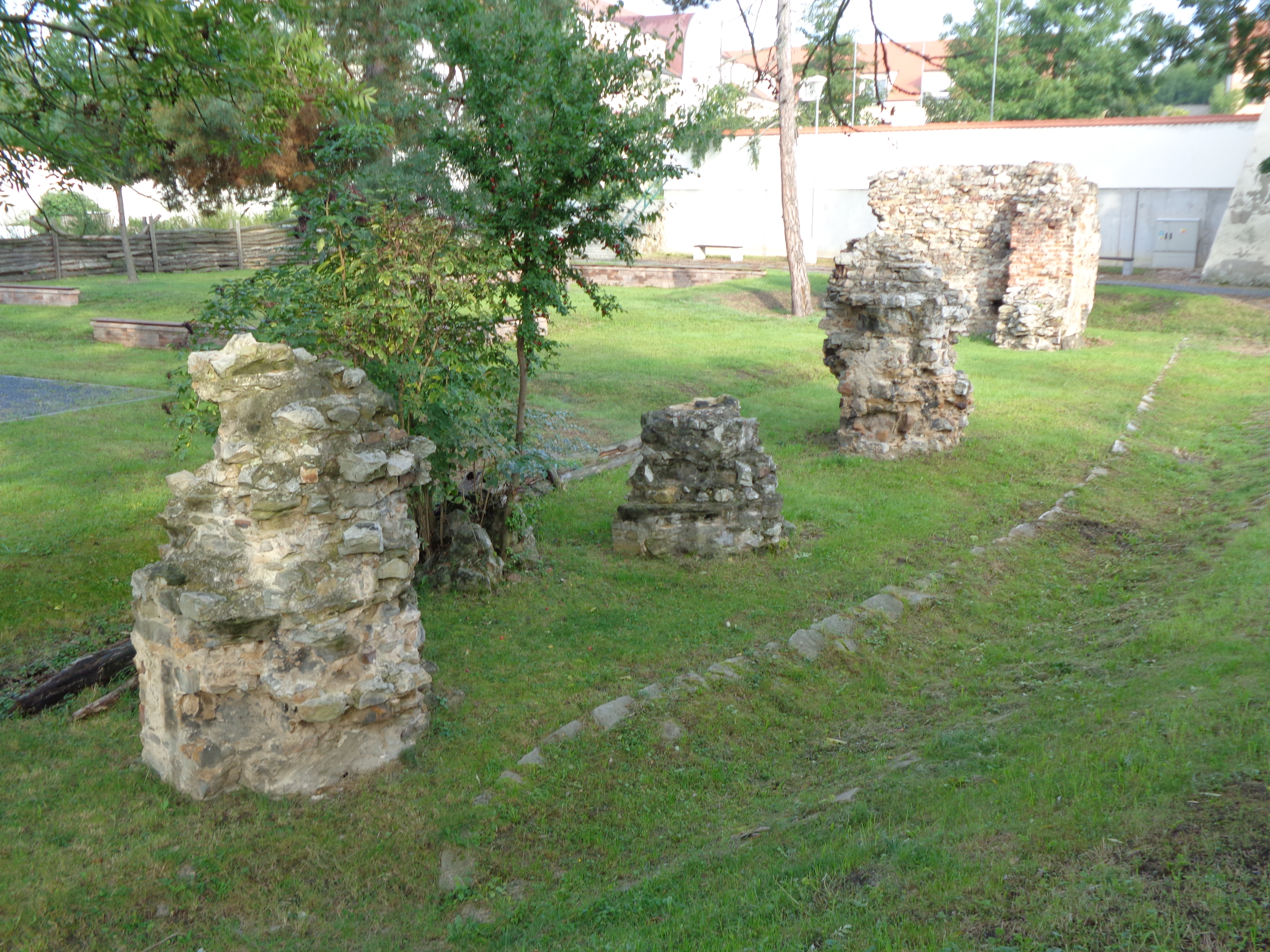
Pozůstatky východního palácového křídla a vodního příkopu

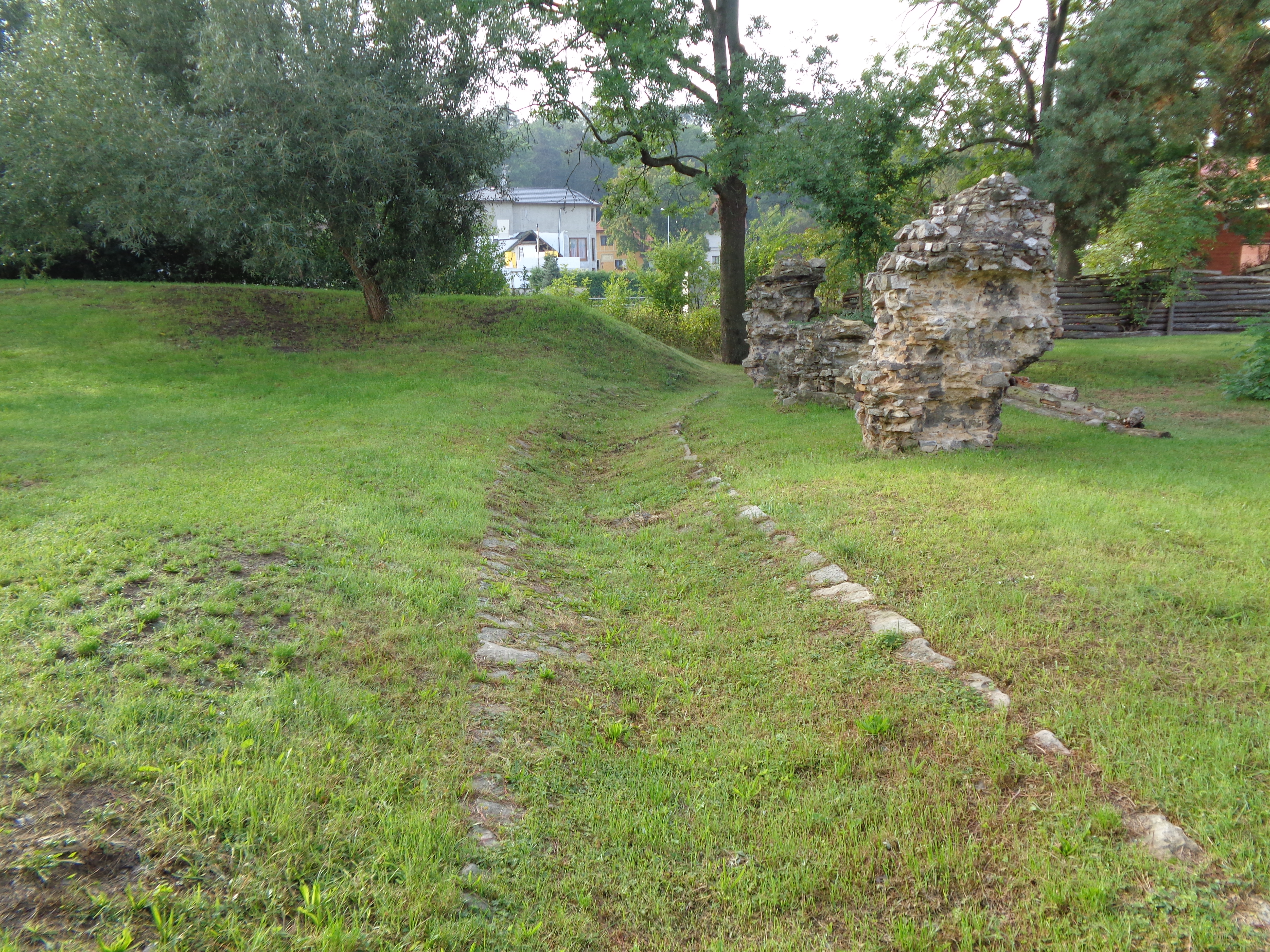
Pozůstatek zasypaného vodního příkopu (východní strana tvrziště)

O stavebních podobách středověkých tvrzí v Dubči je známo velmi málo. U první dubečské tvrze zbudované Meinlem Dubcem v polovině 14. století se předpokládá, že se výrazněji neodlišovala od staveb typických pro venkovská sídla pražských měšťanů v předhusitském období. Uvažuje se proto, že se jednalo o tvrz věžovitého typu chráněnou vodním příkopem obdobně jako tomu bylo u tvrzí v Roztokách nebo v sousední vsi Dubečku. Tato první tvrz byla situována přímo v poplužním dvoře.
Mladší středověkou tvrz vybudoval v Dubči kolem roku 1400 Jan I. Dubecký, který pro stavbu zvolil místo nevelkého srázu na jih od poplužního dvora. Tvrziště bylo chráněno z jihu a částečně také ze západu tokem Říčanského potoka. Tvrz chráněná vodním příkopem, která zaujímala prostor zhruba 29 × 29 metrů, měla robustní východní křídlo, přičemž vstup do opevněného areálu vedl zřejmě skrze bránu či věžici v severozápadní části stavby. Zůstává nejisté, kdy byla tato mladší středověká tvrz dokončena, a zdali se dočkala po povýšení Dubče na městečko (1502) pozdněgotické přestavby.
Ani u renesanční tvrze nepanuje u odborníků shoda. Jisté je pouze to, že se jednalo o přestavbu původní středověké tvrze. K přestavbě došlo za správy Adama staršího Zápského ze Záp (1567–1609). Starší závěry operovaly s tím, že renesanční tvrz měla podobu mohutné čtyřkřídlé stavby o rozměrech 25 × 25 metrů s vnitřním nádvořím. Archeologický průzkum z let 2007–2008 starší závěry částečně potvrdil. Podle archeologů získala tvrz ve druhé polovině 16. století podobu minimálně dvoukřídlého či pravidelného tří až čtyřkřídlého objektu se středním nádvořím. Původní vodní příkop byl sice upraven, ale došlo k jeho zachování, což svědčí o tom, že se při stavbě tvrze sice hledělo primárně na reprezentativnost sídla, ale stále se ještě počítalo s možností obrany tvrze.
Také staré středověké východní palácové křídlo prošlo přestavbou a změněno bylo její vnitřní uspořádání. Archeologové soudí, že u východního křídla došlo k zániku starší valené klenby v přízemí severní místnosti východního palácového křídla, přičemž byla východní vnější obvodová zeď proražena novým obdélným okenním otvorem. Jeho špaleta byla vyzděna kompletně z cihel a opatřena vnější zárubní, a to nejspíše pro umístění dřevěného okenního rámu. Přestavba východního křídla podle tohoto názoru pravděpodobně spočívala v odstranění kleneb přízemí a jejich nahrazení plochými stropy. Nejistá je stavební situace v západním palácovém křídle. To zřejmě vystupovalo západním směrem z obvodu starší tvrze, neboť tato dispozice je částečně patrná ještě na katastrální mapě z roku 1841. Existence severního a jižního palácového křídla je oproti tomu pouze předpokládána a nemá žádnou oporu v mapových fondech ani zachovalých pozůstatcích obvodových zdí.

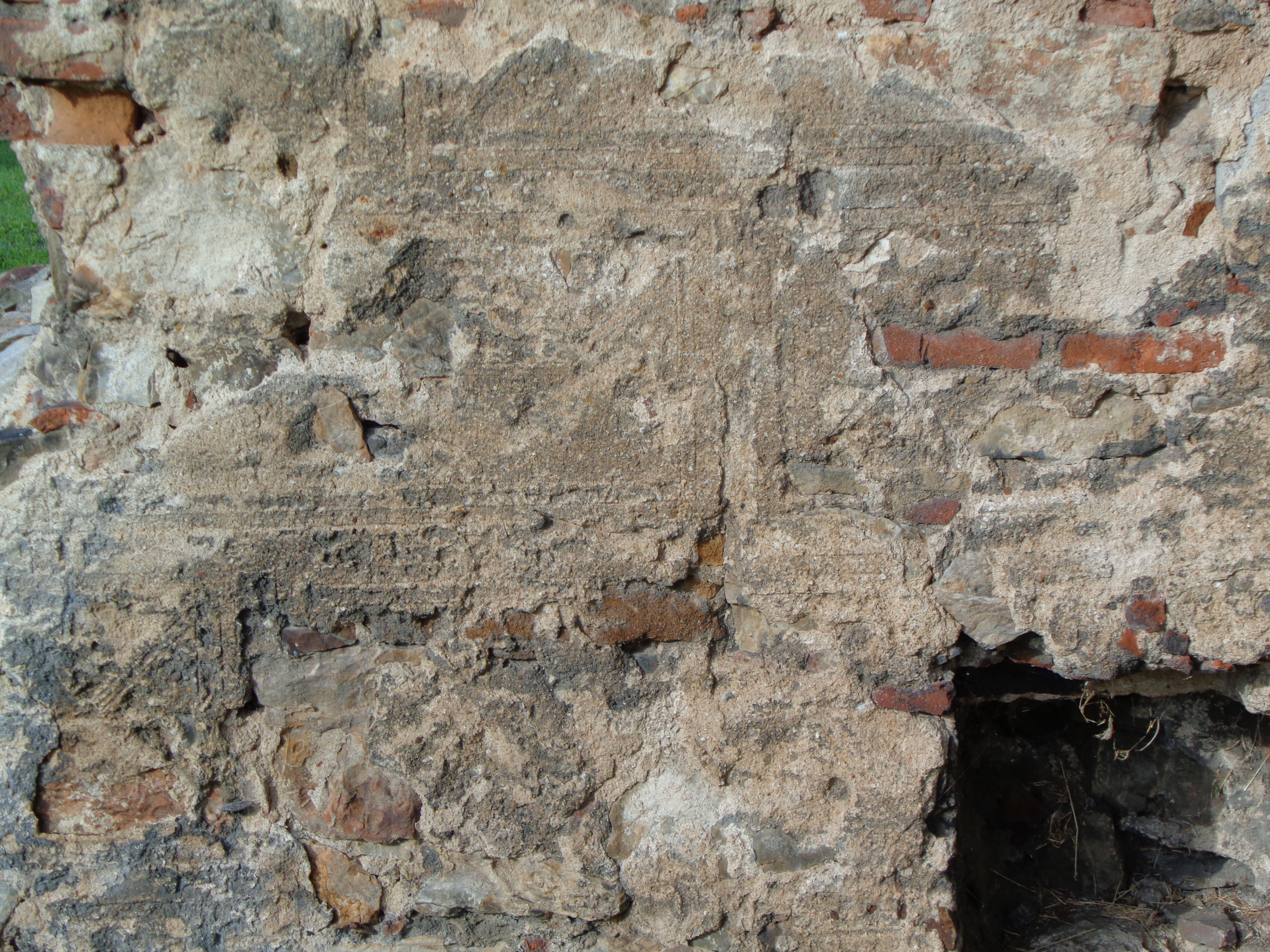
Detail sgrafit ze severovýchodního nároží

O tom, že byla tvrz v Dubči vskutku honosným sídlem bohatých příslušníků nižší šlechty, svědčí zčásti dochovaná výzdoba. Na severovýchodní straně jedné ze zachovalých obvodových zdí je patrná sgrafitová omítka ve formě klasických psaníček. Právě rozlehlost a honosná výzdoba byly jedním z hlavních důvodů toho, že se v roce 1608 uskutečnilo jednání zplnomocněnců Rudolfa II. a Matyáše Habsburského v Dubči. Podobně reprezentativní tvrz se v blízkém okolí nenacházela.
Největší destrukce tvrze nastala v 17. a 18. století, kdy bylo využito jejích zbytků jako snadno dostupné a takřka neomezené zásobárny stavebního materiálu sloužícího k výstavbě sousedního panského dvora a statků dubečských sedláků. Z tvrze se proto zachovaly jen pouhé fragmenty, které na první pohled tvrz ani nepřipomínají. Jedná se o nízké zbytky východní obvodové zdi zpevněné několika opěrnými pilíři a mohutné torzo severovýchodního nároží s pozůstatkem okenního otvoru a zbytky sgrafitových psaníček. Ve sklepení sousední sýpky se zachovaly zbytky valené klenby přízemí, avšak není jisté, jedná-li se o pozůstatek dubečských tvrzí, či o zbytky jiné hospodářské stavby (např. pivovaru).

## Výzkum tvrze a historie tvrziště

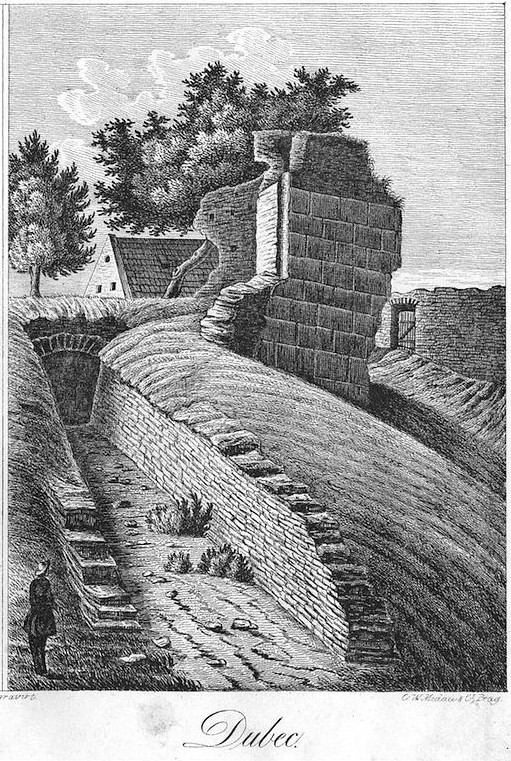
Zobrazení tvrze v Dubči, které zhotovil roku 1846 rytec W. Donath dle předlohy F. A. Hebera

O dubečské tvrzi se zmiňovali v minulosti četní autoři. Roku 1788 uvedl popis Dubče a zdejší tvrze Jaroslav Schaller ve svém místopisu Topographie des Königreiches Böhmen.
Nejcennější svědectví podal František Alexandr Heber. Ten uvedl v roce 1846 o dubečské tvrzi následující: „Její rozvaliny leží těsně za sýpkou statku v sadu a jejich úplný zánik se valem blíží. Není na nich už možno rozeznat, jaké bylo vnitřní uspořádání panského sídla; pouze z vyvýšenin a dolíků lze usuzovat, že tvrz měla obdélnou podobu s rozměry osm sáhů na šířku a čtrnáct na délku a průčelí směřovala do všech světových stran. Celek byl obklopen příkopem a tam, kde nyní hospodářský dvůr od hradiště odděluje zeď, býval kdysi umístěn padací most, po němž se od západu dalo přes příkop dostat do tvrze. Statek však ležel výše než tvrz, která neměla žádné zvláštní opevnění. Z někdejších obytných budov existují ještě zbytky na východní straně a čnějí ze země porostlé travou jako jakési pilíře; z nich je pozoruhodná jen část v severovýchodním rohu, vysoká tři sáhy a zdobená na vnější straně vápennou omítkou se sgrafity. Tento zbytek zdi představuje nejvýznamnější část celé zříceniny.“
F. A. Heber se zmiňoval i o původním sklepení tvrze, které už neexistuje. Ve čtvrtém svazku Böhmens Burgen, Vesten und Bergschlösser, kde Heber popisoval dubečskou tvrz, byla zveřejněna rytina představující unikátní náhled na nedochovalé sklepení. Rytinu zhotovil na základě Heberova popisu a poskytnutých podkladů rytec W. Donath. Jedná se o jediné dochované zobrazení tvrze před rokem 1900. Patrná je zde i sgrafitová výzdoba severovýchodního nároží, která se dochovala do současnosti jen minimálně.
Vzhledem ke stavu dubečské tvrze, ze které se do 19. století zachovaly jen fragmenty, nevěnovali archeologové místu větší pozornost. První pokus o archeologický výzkum se uskutečnil až v roce 1970. Nejednalo se však o plnohodnotný archeologický výzkum, nýbrž pouhé zdokumentování a zaměření tvrziště archeologickými pracovníky, kteří pracovali na nalezištích v sousední Litožnici. Tvrziště proto v následujících desetiletích značně zpustlo, zarostlo trávou a keři, a byla zde vystavěna kůlna i dřevěná bouda. S úpravou a obnovou tvrziště se začalo teprve po roce 2006.
V letech 2007–2008 se uskutečnil povrchový nedestruktivní archeologický průzkum společnosti ARCHAIA Praha vedený Vojtěchem Kašparem. Průzkum byl vyvolán snahou místní části Praha-Dubeč zdokumentovat a zachránit tuto cennou památku. Původní záměr upravit tvrziště tak, aby co nejvíce odpovídalo historii místa (obnovení vodního příkopu nebo dřevěné lávky vedoucí na tvrziště), nebyl realizován.

## Zajímavosti
- Jako stavebního materiálu bylo ke stavbě dubečských tvrzí použito křemence lámaného v dolech nebo sbíraného v nadložních sutích na Rohožníku, vyvýšeném křemencovém hřebenu tyčícím se na pravém břehu Říčanského potoka mezi Dubčí a Dubečkem.
- V době národního obrození byla dubečská tvrz častým místem zastávek českých vlastenců a buditelů. Roku 1878 návštěvil tvrz v Dubči například historik Václav Vladivoj Tomek.
- Obec Dubeč věnovala v 19. století několik kamenů z dubečské tvrze na stavbu Národního divadla.

## Přístup
Dubečské tvrziště s přilehlým revitalizovaným parkem je volně přístupné po celý rok. Místa lze snadno dosáhnout z nedaleké konečné stanice autobusu MHD (linky 111 a 329) či linkou 240 od stanice metra Háje. Kolem tvrze vede modře značená turistická značená trasa 1003 z Uhříněvsi do Klánovic. Dubečská tvrz je první zastávkou na naučné stezce Dubeč–Uhříněves.